# NGC 7521
NGC 7521 é uma galáxia lenticular (S0) localizada na direcção da constelação de Pisces. Possui uma declinação de -01° 43' 50" e uma ascensão recta de 23 horas, 13 minutos e 35,3 segundos.
A galáxia NGC 7521 foi descoberta em 18 de Novembro de 1864 por Albert Marth.